# Великовисочный сельсовет
Великови́сочный сельсовет — сельское поселение в Заполярном районе Ненецкого автономного округа Российской Федерации.
Административный центр — село Великовисочное.

## География
Великовисочный сельсовет находится на южной границе Ненецкого автономного округа, на берегах рек Печора и Сула в 80 км на север от Нарьян-Мара.

## История
Статус и границы сельского поселения установлены Законом Ненецкого автономного округа от 24 февраля 2005 года № 557-ОЗ «Об административно-территориальном устройстве Ненецкого автономного округа».

## Население
| 1999 | 2010  | 2011  | 2012 | 2013 | 2014 | 2015 | 2016 | 2017 |
| ---- | ----- | ----- | ---- | ---- | ---- | ---- | ---- | ---- |
| 1681 | ↘1011 | ↗1039 | ↘984 | ↘968 | ↘924 | ↘875 | ↘856 | ↘828 |
| 2018 | 2019  | 2020  | 2021 | 2023 |      |      |      |      |
| ↘782 | ↘756  | ↘730  | ↘671 | ↘643 |      |      |      |      |

## Состав сельского поселения
| № | Населённый пункт | Тип населённого пункта       | Население |
| - | ---------------- | ---------------------------- | --------- |
| 1 | Великовисочное   | село, административный центр | ↘544      |
| 2 | Лабожское        | село                         | ↘250      |
| 3 | Пылемец          | деревня                      | ↘44       |
| 4 | Тошвиска         | деревня                      | ↘69       |
| 5 | Щелино           | деревня                      | ↘104      |

## Экономика
Основное занятие населения — рыболовство и молочное животноводство.